# Museu a l'aire lliure de Göreme
El Museu a l'aire lliure de Göreme, està situat a la província de Nevşehir a Turquia. Després de l'erupció del mont Erciyes fa uns 2,6 milions d'anys, la cendra i la lava van formar roques toves a la regió de Capadòcia. La roca més tova va ser erosionada pel vent i l'aigua, deixant la roca dura damunt dels pilars, formant les xemeneies de fades actuals. La gent de Göreme, al cor de la regió de Capadòcia, es va adonar que aquestes roques toves es podrien tallar fàcilment per formar cases, esglésies i monestirs. Aquests santuaris cristians contenen molts exemples d'⁣art romà d'Orient del període post-iconoclastic. Aquests frescos són un assoliment artístic únic d'aquest període.
Al segle IV es van començar a formar petites comunitats d'anacoretes a la regió, seguint les instruccions de sant Basili de Cesarea. Van tallar cel·les a la roca tova. Durant el període iconoclasta (725–842) la decoració dels nombrosos santuaris de la regió es va reduir al mínim, normalment símbols com la representació de la creu cristiana. Després d'aquest període, es van excavar noves esglésies a les roques, i van ser ricament decorades amb frescos de colors.

## Tokalı Kilise

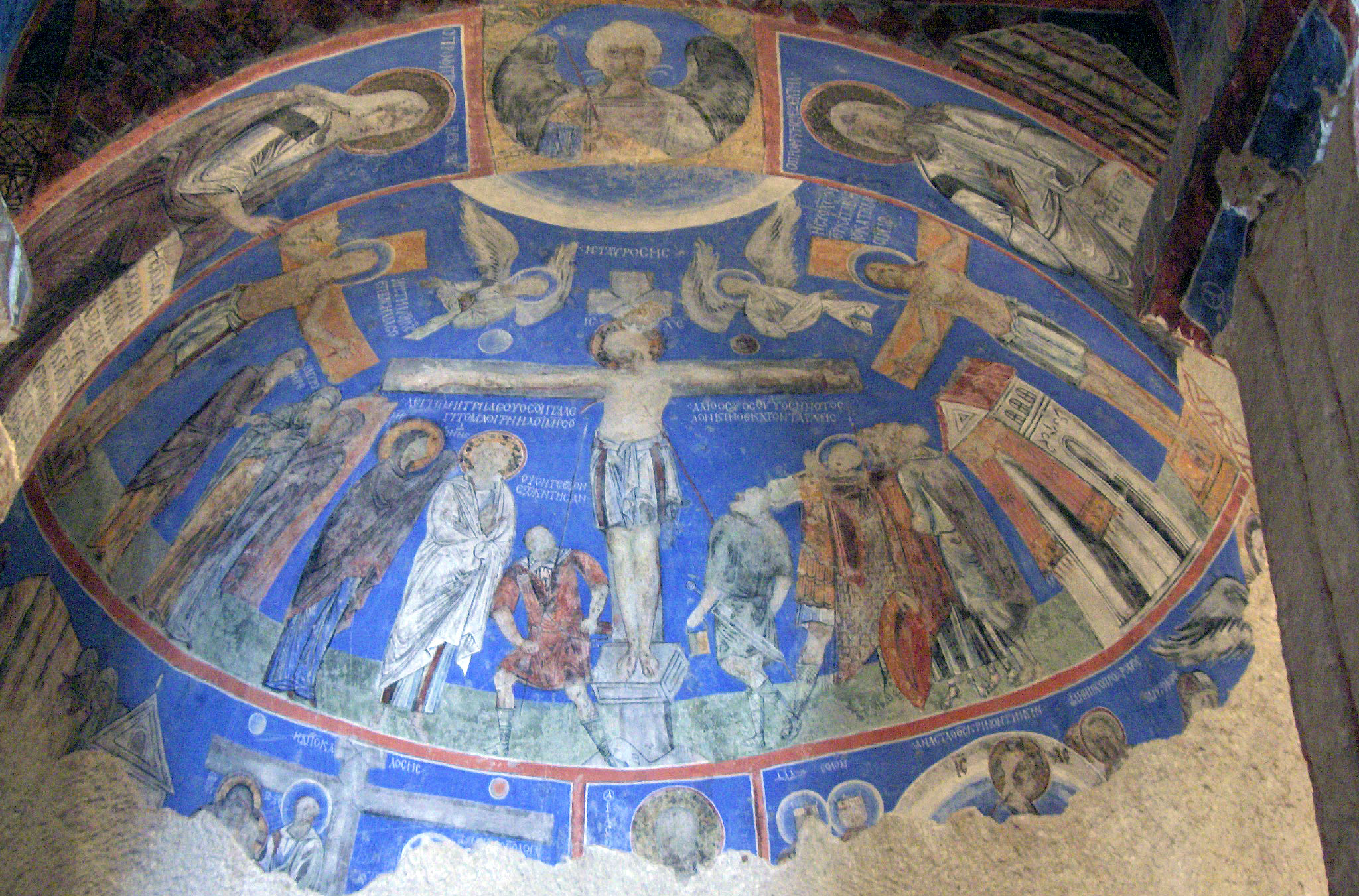
Fresc de la Crucifixió a l'⁣absis de Tokalı Kilise

Tokalı Kilise (o l'església de la sivella), és l'església més gran de Göreme. La restauració de l'església es va acabar durant la dècada de 1980. L'únic exemple supervivent dels seus orígens arquitectònics és l'església de Mar Yakub a la regió de Tur Abdin situada al voltant de l'actual Mardin.
Una característica destacada de l'església és la nau principal que conté frescos del segle IX en estil "provincial", els afegits més recents són tres absis dels frescos del segle XI, que estan representats en estil "metropolità". L'església conté frescos dels dotze apòstols, els sants i escenes de la vida de Jesús. L'església també té una cripta sota la nau.

## Elmalı Kilise

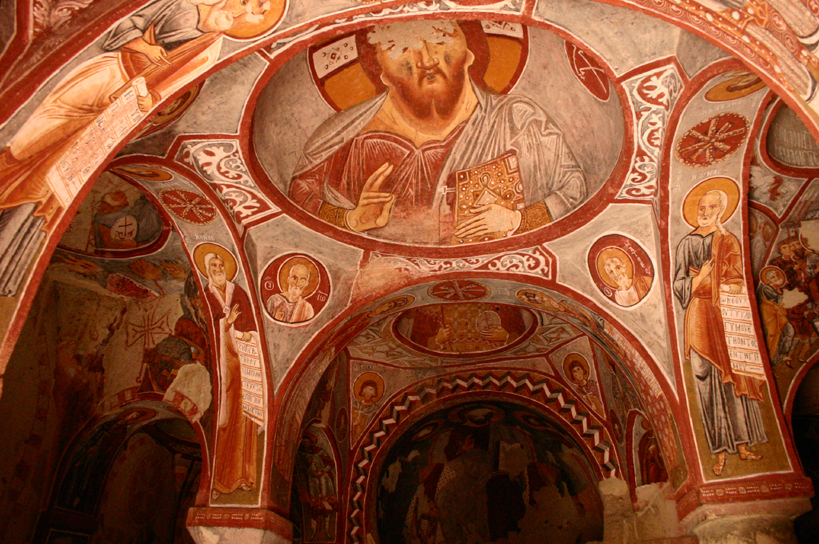
Pintures a l'Elmalı Kilise

Elmalı Kilise (o l'església de la poma) una església rupestre més petita. Va ser construïda cap a l'any 1050 i es va esculpir en quatre pilars irregulars el signe d'una creu grega, que sostenen la seva cúpula central. La restauració de l'església es va completar l'any 1991, però els frescos es continuen trencant, revelant una capa de pintures anteriors a sota. Les pintures de l'església representen escenes de sants, bisbes i màrtirs i a la dreta de l'altar, un Últim Sopar amb el peix simbòlic (les lletres de la paraula peix en grec, ΙΧΘΥΣ, signifiquen "Jesucrist, Fill de Déu, el Salvador"). Es creu que el nom de l'església es refereix a un orbe vermellós a la mà esquerra de l'arcàngel Miquel a la cúpula de l'absis principal, o possiblement a un pomer que creixia als voltants.

## Azize Barbara Kilisesi

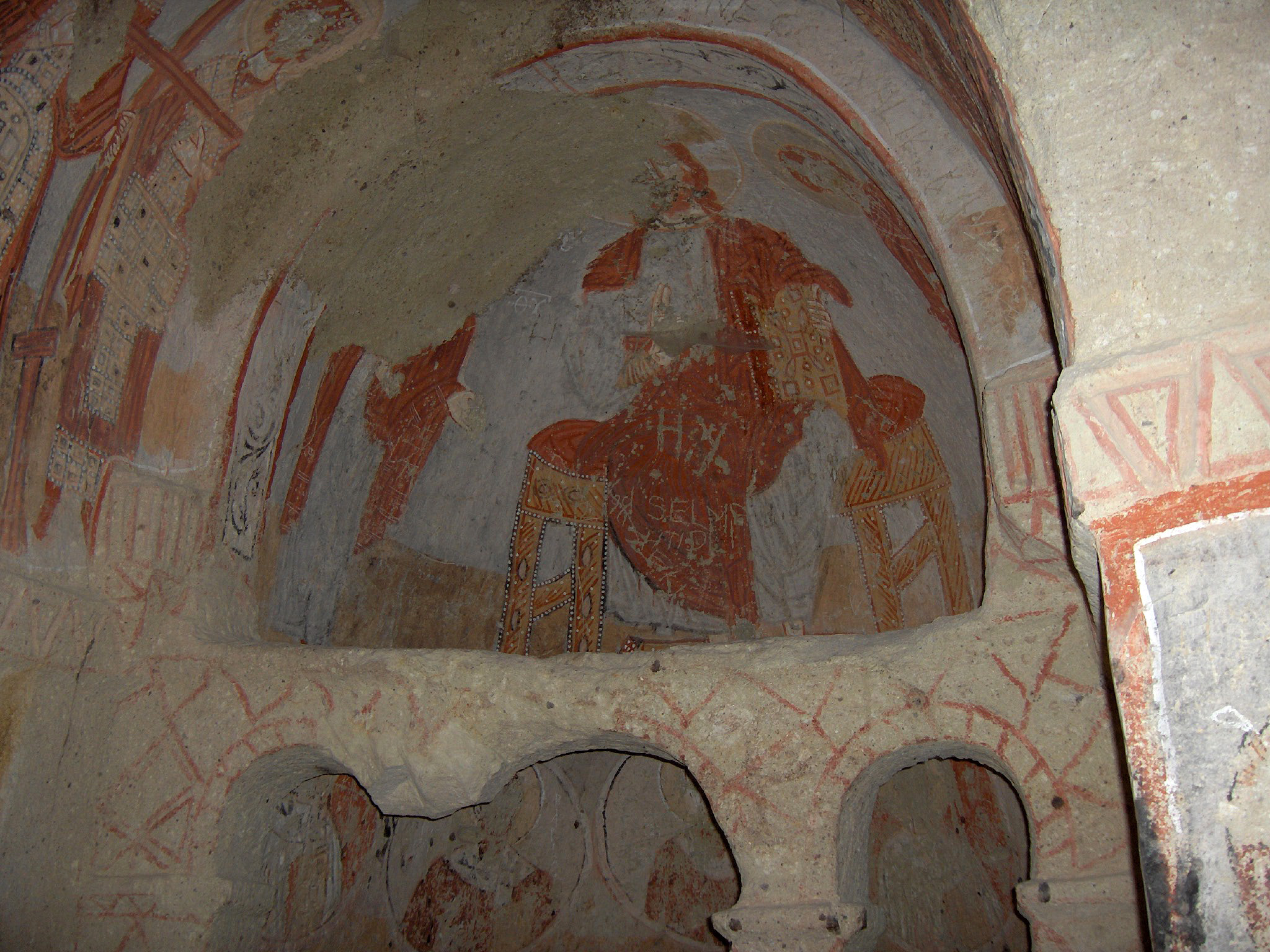
Fresc de Crist Pantocràtor a Azize Barbara Kilisesi

Azize Barbara Kilisesi (Església de Santa Bàrbara). Bàrbara va ser una màrtir grega que va ser empresonada pel seu pare per tal de protegir-la de les influències del cristianisme. No obstant això, Bàrbara va trobar una manera de practicar la seva fe i el seu pare la va torturar i matar.
Construïda a finals del segle XI, l'església es va construir possiblement com a homenatge a la Santa Màrtir. L'església té la mateixa disposició que Çarikli Kilise, amb una cúpula creuada amb un absis central, dos laterals i dues columnes. La cúpula representa Crist al Tron, amb dibuixos geomètrics pintats en ocre vermell, pintats directament sobre la roca, que es creu que són de naturalesa simbòlica. Un altre fresc amb la gran llagosta possiblement representant el mal, que queda allunyat per la protecció de dues creus adjacents. La paret nord de l'església conté un fresc de Sant Jordi i Sant Teodor a cavall lluitant contra el drac i la serp. Els monjos dibuixaven línies d'ocre vermell a les roques, per fer l'efecte que s'utilitzaven pedres tallades en la construcció.

## Yılanlı Kilise

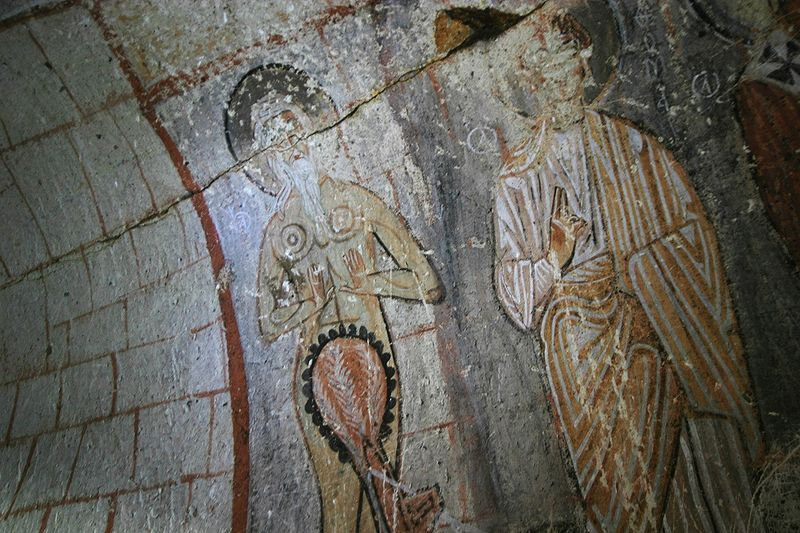
Fresc d'Onuphrius (a l'esquerra)

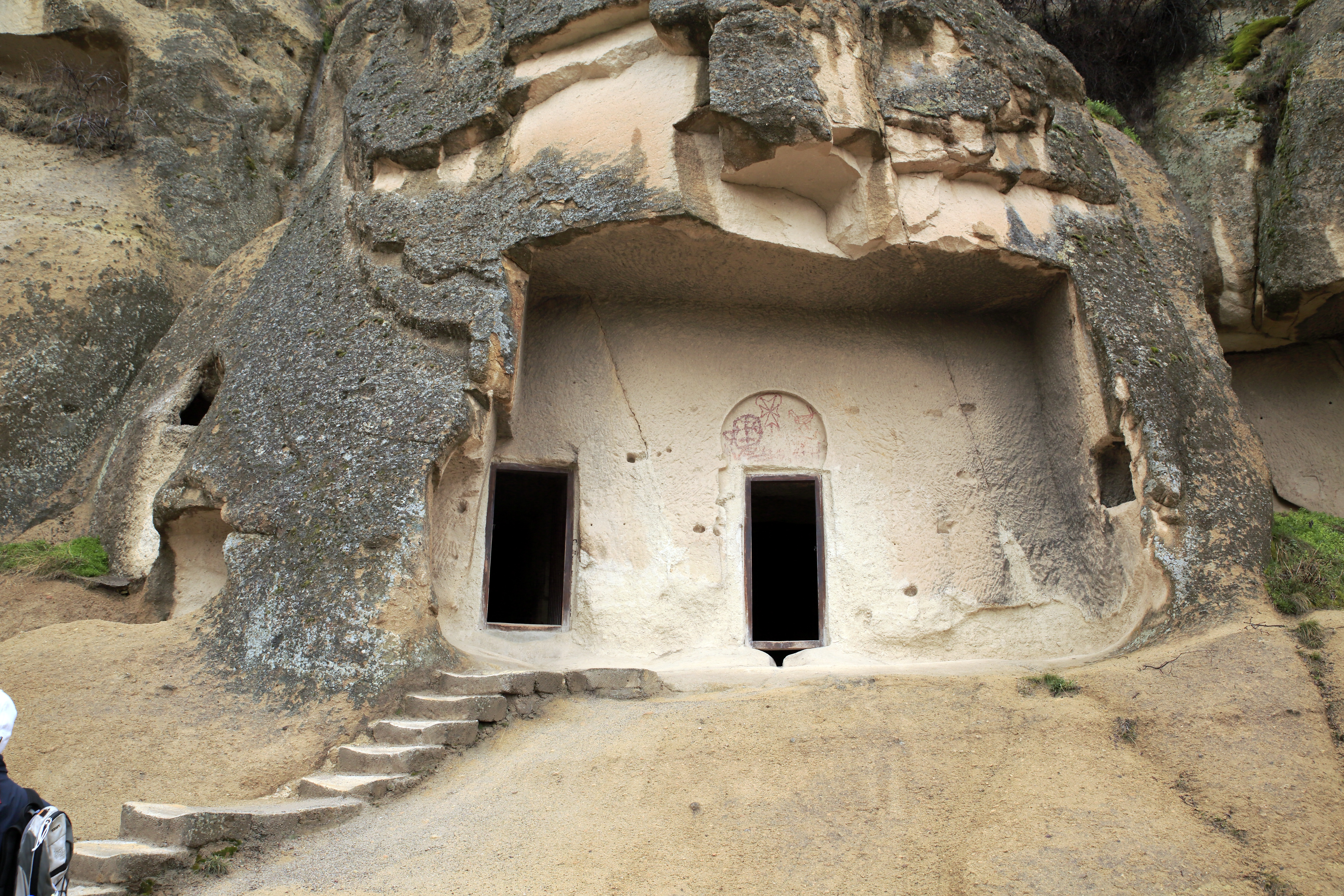
Exterior del Yılanlı Kilise a Göreme

Yılanlı Kilise (Església de la serp) és una església senzilla amb volta de canó amb un sostre baix i una nau llarga. Rep el nom del fresc dels sants Teodor i Sant Jordi matant el drac (o la serp tal com es mostra al fresc). L'església també té un fresc de l'emperador Constantí i la seva mare Helena representats sostenint la Vera Creu. Diu la llegenda que va descobrir la creu sobre la qual va ser crucificat Jesús després de veure-la en somni, i que un tros de la creu encara està enterrat als fonaments de Santa Sofia a Istanbul. Altres trams de la creu es troben a l'església del Sant Sepulcre i a la de Sant Pere de Roma. Un altre retrat interessant és el de Sant Onufri al mur superior de la dreta de l'entrada. El sant va viure la vida d'un ermità al desert egipci prop de Tebes, Egipte i se sol representar amb una llarga barba grisa i amb només una fulla de figuera.

## Karanlık Kilise

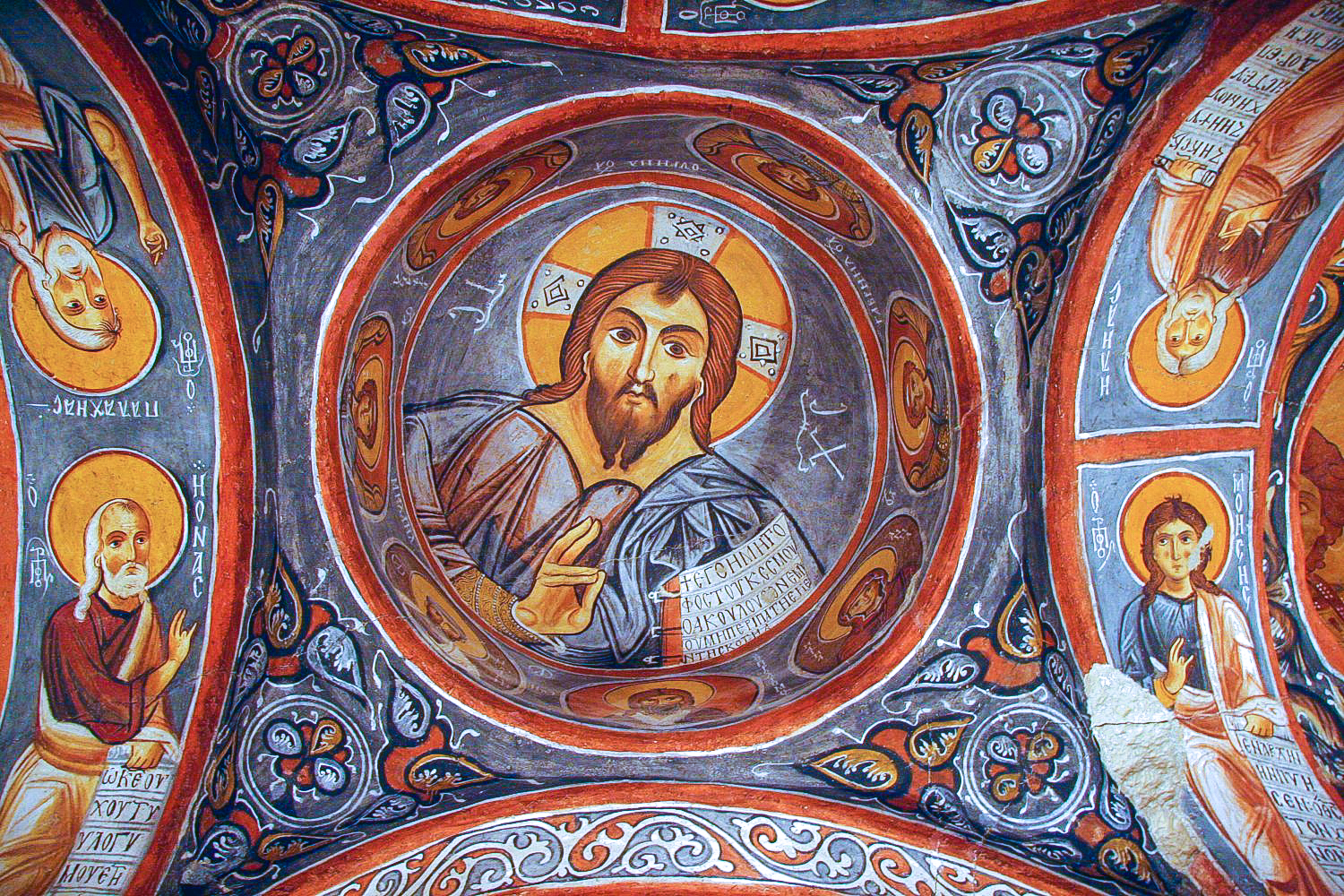
Fresc de Crist Pantocràtor al sostre de Karanlık Kilise

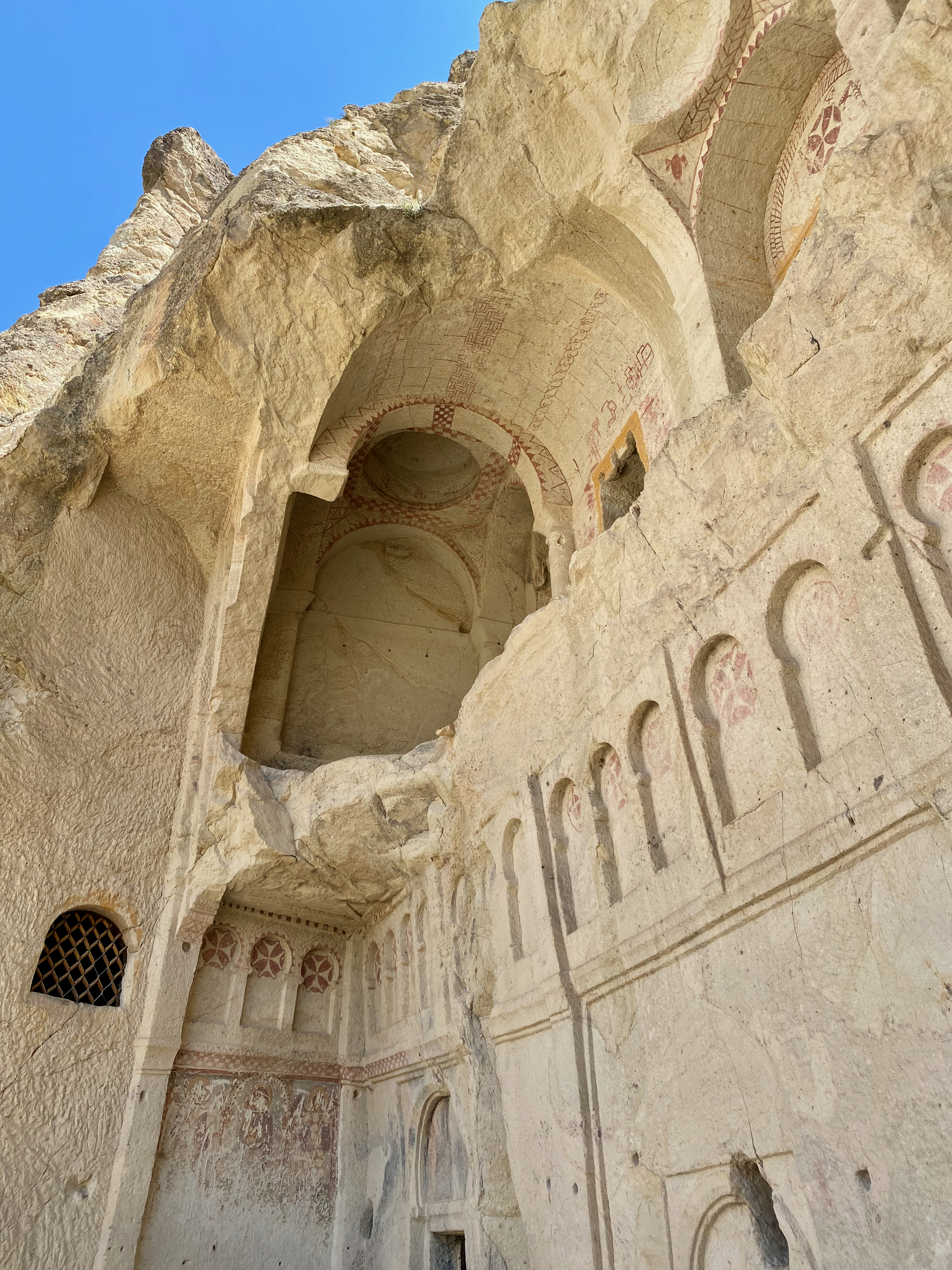
Karanlık Kilise, antiga nau

Karanlık Kilise (Església Fosca) va ser un conjunt monàstic construït al segle XI. És una església amb cúpula amb un absis principal, dos petits absis i quatre columnes. Estava decorat amb escenes del Nou Testament: Crist Pantocràtor, Naixement, Adoració dels Reis Mags, Primer Bany, Últim Sopar, Traïció de Judes, Crucifixió, Anàstasi.
Després de la invasió turca va ser utilitzat com a colomar fins als anys 50. Després de 14 anys de raspar les deixalles de coloms de les parets, aquests frescos restaurats recentment, que representen escenes del Nou Testament, són els millor conservats de tota Capadòcia i un bon exemple de l'art romà d'Orient del segle XI. Part del nàrtex o vestíbul es va esfondrar, obrint part del sostre de l'església cap al cel. Això va causar danys al fresc de l'Ascensió de Crist i la Benedicció dels Sants, mentre que les altres escenes només es conserven parcialment allà on la paret es va ensorrar. El nom de l'església possiblement prové d'un petit òcul que dona al nàrtex i que deixa passar una quantitat molt petita de llum. Aquesta característica ha ajudat a preservar la riquesa dels pigments, i això permet que sobrevisquin al pas del temps.

## Çarıklı Kilise

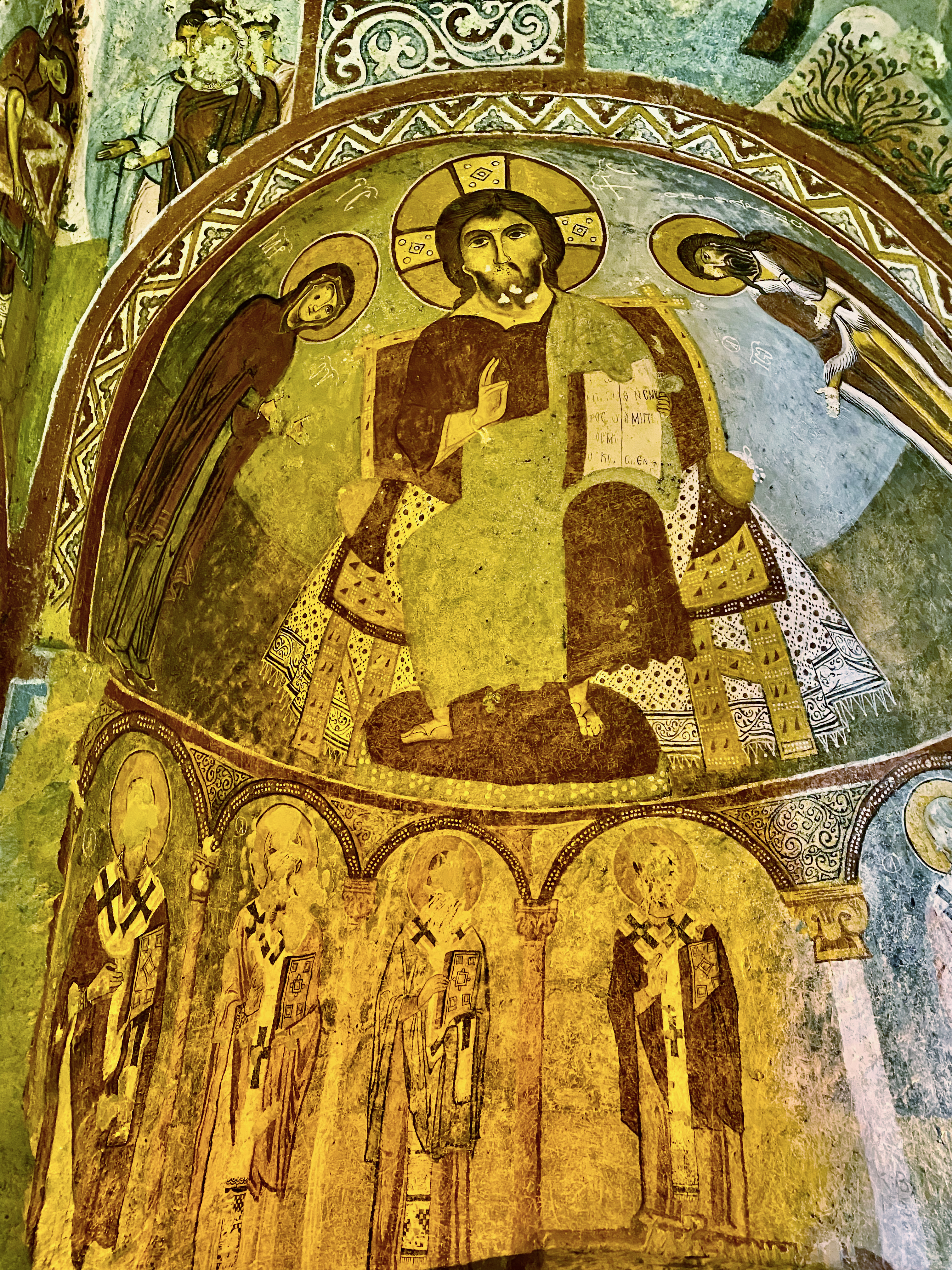
Çarıklı Kilise - Frescos

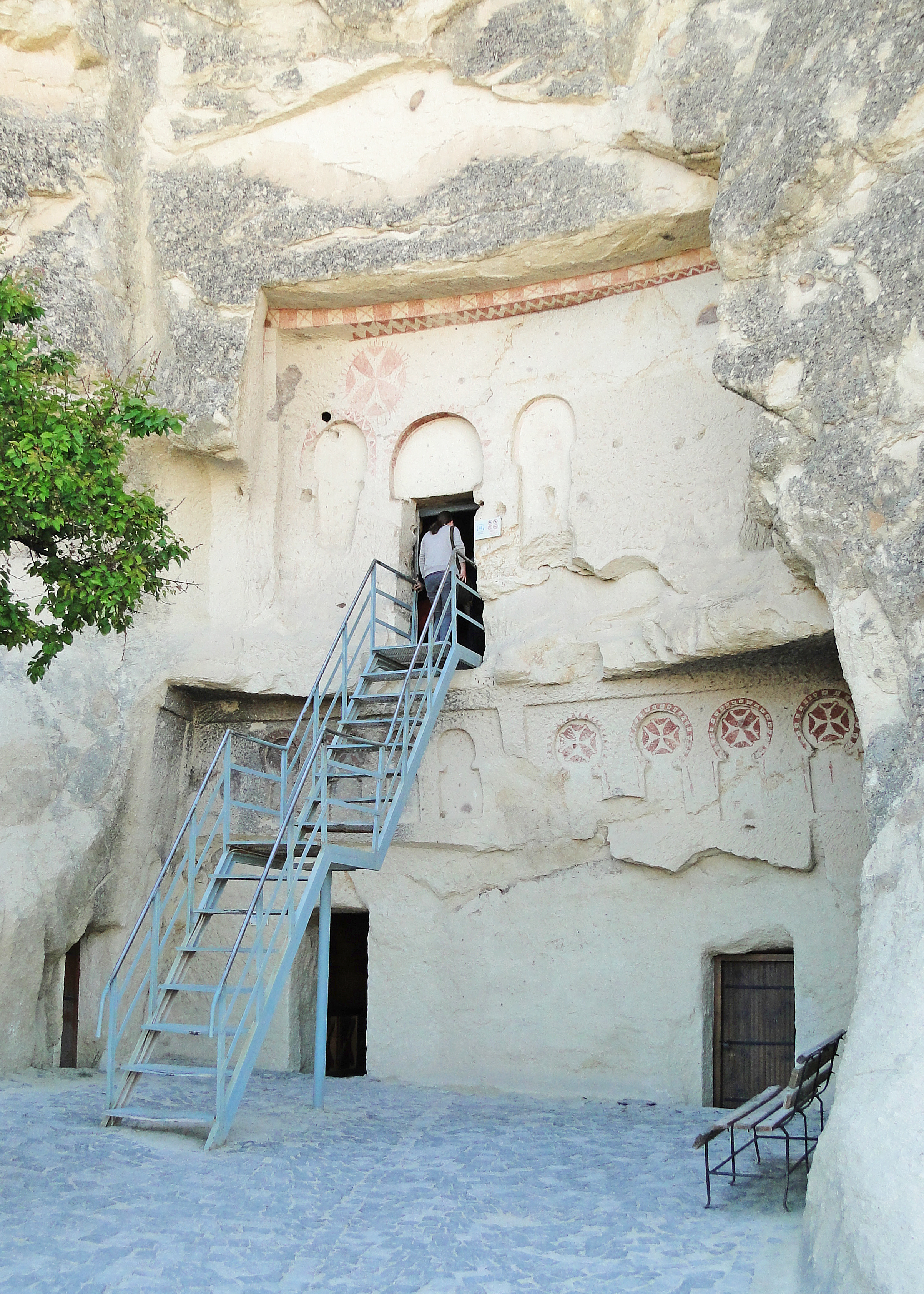
Çarıklı Kilise

Çarıklı Kilise (Església amb sandàlies) el nom prové de les dues petjades a la part inferior del fresc de l'Ascensió a l'entrada de l'església (es diu que aquest fresc és una còpia exacta del que hi ha a l'Església de l'Ascensió a Jerusalem). L'església està tallada a la mateixa roca que Karanlik Kilise. Les petjades en si mateixes, tenen moltes llegendes no confirmables adjuntes. L'església està tallada en planta creuada amb voltes entrecreuades. Els frescos de l'església, que daten del segle XI, contenen els quatre evangelistes, la Nativitat i la Crucifixió, el Baptisme, l'Adoració dels Reis Mags i altres temes del Nou Testament.